# Elsa Girardot
Pour les articles homonymes, voir Girardot.
Elsa Girardot, née le 21 février 1973 à Dijon et morte dans la même ville le 22 octobre 2017, est une épéiste française.

## Carrière
Elsa Girardot est médaillée de bronze en épée par équipe aux Championnats du monde d'escrime 1997 au Cap. Elle est également réserviste de l'équipe de France aux Jeux olympiques d'été de 1996.